# Danielle Carruthers
Pour les articles homonymes, voir Carruthers.
Danielle Carruthers (née le 22 décembre 1979 à Paducah) est une athlète américaine spécialiste du 100 mètres haies.

## Carrière
Étudiante à l'Université d'Indiana, elle établit un nouveau record universitaire du 60 m haies en 2002 en 7 s 92, et se classe deuxième du 100 m haies des Championnats NCAA de 2003. Elle améliore son record personnel dès l'année suivante en signant le temps de 12 s 56 (+0,7/ms) lors de la Prefontaine Classic de Eugene, et devient par ailleurs championne des États-Unis en salle en 2005 et 2006. En début de saison 2006, Danielle Carruthers termine au pied du podium du 60 m haies lors des Championnats du monde en salle de Moscou, échouant à un centième de seconde de la Suédoise Susanna Kallur, médaillée de bronze. Elle se classe respectivement 7e et 8e des finales mondiales d'athlétisme 2006 et 2009.
En 2011, l'Américaine s'illustre lors des meetings du circuit mondial de la Ligue de diamant en se classant troisième à Rome, deuxième à Doha et Lausanne, et en remportant début juin à New York l'Adidas Grand Prix devant sa compatriote Kellie Wells. Elle améliore ensuite de deux centièmes de seconde son record personnel datant de la saison 2004 en réalisant le temps de 12 s 52 (+0,7 m/s) lors du British Grand Prix de Birmingham, où elle s'incline face à l'Australienne Sally Pearson. Deuxième des Championnats des États-Unis 2011 en 12 s 59, derrière Kellie Wells, elle participe aux Championnats du monde de Daegu et obtient le premier podium de sa carrière en se classant deuxième de l'épreuve en 12 s 47 (record personnel). Elle s'incline cependant largement face à Sally Pearson qui établit la meilleure performance mondiale de l'année en 12 s 29. Lors du Mémorial Van Damme de Bruxelles, ultime étape de la Ligue de diamant, Carruthers profite de la chute de Sally Pearson pour remporter la course en 12 s 65, et terminer en tête du classement général final devant Pearson et Wells.
Le 7 juin 2012, lors des Bislett Games d'Oslo, 5e étape de la ligue de diamant 2012, elle finit 6e du 100 mètres haies en 12 s 76 (SB) derrière notamment Sally Pearson (12 s 49 (MPMA, record du meeting)) et Kristi Castlin (12 s 56, PB).

## Palmarès

### International
| Date | Compétition                    | Lieu             | Résultat | Épreuve     |
| ---- | ------------------------------ | ---------------- | -------- | ----------- |
| 2006 | Championnats du monde en salle | Moscou           | 4e       | 60 m haies  |
| 2011 | Championnats du monde          | Daegu            | 2e       | 100 m haies |
| 2011 | Ligue de diamant               | Ligue de diamant | 1re      | 100 m haies |

### National
- Championnats des États-Unis :
  - Plein air (100 m haies) : 2e en 2011
  - Salle (60 m haies) : vainqueur en 2005 et 2006

## Records
| Épreuve     | Performance       | Lieu   | Date             |
| ----------- | ----------------- | ------ | ---------------- |
| 60 m haies  | 7 s 88            | Moscou | 11 mars 2006     |
| 100 m haies | 12 s 47 (1,1 m/s) | Daegu  | 3 septembre 2011 |